# Муганна бін Султан
Муганна бін Султан (араб. مهنا بن سلطان; д/н — 1720) — імам Оману в 1719—1720 роках.

## Життєпис
Походив з династії Ярубідів. Молодший син імама Султана I бін Саїфа. Народився до 1679 року. Після смерті небожа — імама Султана бін Саїфа II — став хранителем (регентом) за свого онучатого небожа Саїфа бін Султана II.
Користуючись підтримкою серед улемів зумів домогтися на зборах шейхів в Рустаці 1719 року обрання себе новим імамом замість Саїф бін Султана II, а каді Адей ібн Сулейман затвердив це офіційно. Втім проти нього негайно виступили племена, що підтримали Саїфа.
Наприкінці 1719 року Муганна переніс резиденцію з Нізви до Рустаку. Спирався в своїх рішенням на улемів. Він скасував мита в порту Маскат, що призвело до подвоєння торгівлі і збільшенню доходів. У 1720 році оманський флот захопив транспортну ескадру португальців, які повинні були забрати перські війська для спроби повернути острови Перської затоки, утримувані імамом.
У 1720 року повстав стриєчний брат імама — Яараб бін Більараб підняв повстання. Невдовзі він захопив Маскат. Потім рушив проти рустаку, де більшість вояків Муганні залишили його. Наприкінці року імам потрапив у полон, його було ув'язнено, а потім вбито. Яараб бін Більараб відновив на троні Сайфа II бін Султана, а сам отримав посаду хранителя.